# Dióxido de enxofre
O dióxido de enxofre, também conhecido como anidrido sulfuroso, é um composto químico constituído por dois átomos de oxigênio  e um de enxofre; a sua fórmula química é SO2. É um gás denso, incolor, não inflamável e altamente tóxico e a sua inalação pode ser fortemente irritante. Esse gás é o responsável pelo cheiro de fósforos queimados.

## Estrutura e ligação
O SO2 é uma molécula de geometria angular, fazendo parte do grupo pontual C2v. Uma abordagem pela teoria da ligação de valência, considerando somente orbitais s e p descreveria a molécula em termos de ressonância, em estruturas distintas.

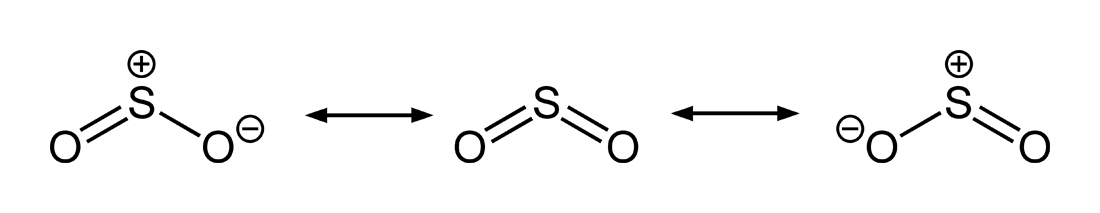
Estruturas de ressonância para a molécula de dióxido de enxofre, SO_{2}

A ligação enxofre-oxigênio possui uma ordem de ligação de 1,5. Essa abordagem simples é apoiada e não inclui a participação do orbital d. Em termos formais de contagem de elétrons, o átomo de enxofre apresenta um estado de oxidação de +4 e uma carga formal de +1.

## Ocorrência

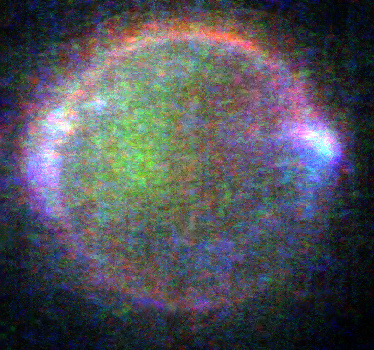
Brilho azul das auroras boreais na alta atmosfera de Io, causado por dióxido de enxofre vulcânico

É liberado naturalmente por meio de atividade vulcânica.
Dióxido de enxofre é encontrado na Terra em concentrações muito pequenas e na atmosfera em concentrações de aproximadamente 1 ppm (parte por milhão).
Em outros planetas, dióxido de enxofre pode ser encontrado em diversas concentrações, o mais significante sendo na atmosfera de Vênus, onde é o terceiro gás atmosférico mais significante em uma concentração de 150 ppm. Lá, ele se condensa para formar nuvens, e é um componente chave das reações químicas na atmosfera do planeta, também contribuindo para o aquecimento global. Foi sugerido como componente chave no aquecimento de Marte em seu período primordial, com concentrações estimadas de até 100 ppm na baixa atmosfera do planeta, porém só existe em quantidades à nível de traço. Em ambos Vênus e Marte, assim como na Terra, sua fonte primária é presumida como vulcânica. A atmosfera de Io, um satélite natural de Júpiter, é 90% dióxido de enxofre e também se supõe que esteja à nível de traço na atmosfera de Júpiter.
É supostamente encontrado em abundância nas luas de Galileu em forma de gelo, como gelo sublimável ou geada na atmosfera "em fuga" de Io e na crosta e manto de Europa, Ganimedes e Calisto, possivelmente também em forma líquida e reagindo rapidamente com água.

## Produção
O dióxido de enxofre é produzido principalmente para manufatura de ácido sulfúrico (ver processo de contato). A maior parte é produzida pela combustão do enxofre elemental; em menor escala é obtido pela ustulação da pirita e outros minérios sulfetados.

É ainda um gás emitido na queima de combustíveis em veículos e indústrias juntamente com óxidos de carbono (CO e CO2), e de nitrogênio. 

### Rotas de combustão
Dióxido de enxofre é o produto da combustão do enxofre ou de materiais que contenham enxofre em sua composição:
S + O2 → SO2, ΔH = −297 kJ/mol
Para auxiliar na combustão, enxofre liquefeito (140–150 °C) é pulverizado através de um bocal de atomização para gerar gotículas de enxofre com uma grande área de superfície. A reação é exotérmica, e a combustão produz temperaturas de 1000–1600 °C. A quantidade considerável de calor gerado é recuperada pela geração de vapor, que pode posteriormente ser convertida em eletricidade.

A combustão de sulfeto de hidrogênio e compostos organossulfurados ocorre de maneira semelhante. Por exemplo:
2 H2S + 3 O2 → 2 H2O + 2 SO2
A ustulação de minérios sulfetados como pirita, esfalerita e cinábrio (sulfeto de mercúrio) também liberam SO2:
4 FeS2 + 11 O2 → 2 Fe2O3 + 8 SO2
2 ZnS + 3 O2 → 2 ZnO + 2 SO2
HgS + O2 → Hg + SO2
4 FeS + 7O2 → 2 Fe2O3 + 4 SO2
Uma combinação dessas reações é responsável pela maior fonte de dióxido de enxofre, as erupções vulcânicas. Esses eventos podem liberar milhões de toneladas de SO2.

### Redução de óxidos superiores
Dióxido de enxofre também pode ser um subproduto da manufatura de cimento de silicato de cálcio; CaSO4 pode ser aquecido com coque e areia nesse processo:[carece de fontes?]
2 CaSO4 + 2 SiO2 + C → 2 CaSiO3 + 2 SO2 + CO2
Em uma escala laboratorial, a ação de ácido sulfúrico concentrado quente em cavacos de cobre produz dióxido de enxofre.
Cu + 2 H2SO4 → CuSO4 + SO2 + 2 H2O

### A partir de sulfitos
Sulfitos resultam da ação de bases aquosas no dióxido de enxofre:[carece de fontes?]
SO2 + 2 NaOH → Na2SO3 + H2O
A reação inversa ocorre com a acidificação:
H+ + HSO3− → SO2 + H2O

## Reações
Apresentando enxofre no estado de oxidação +4, o dióxido de enxofre é um agente redutor. É oxidado por halogênios para produzir haletos de sulfonilo, como o cloreto de sulfurila:
SO2 + Cl2 → SO2Cl2
Dióxido de enxofre é o agente oxidante no processo Claus, que é utilizado em larga escala em refinarias de petróleo. Aqui, o dióxido de enxofre é reduzido pelo sulfeto de hidrogênio para produzir enxofre elemental:
SO2 + 2 H2S → 3 S + 2 H2O
A oxidação sequencial de dióxido de enxofre seguida pela hidratação é usada na produção de ácido sulfúrico.
2 SO2 + 2 H2O + O2 → 2 H2SO4

### Reações de laboratório
O dióxido de enxofre é um dos poucos gases ácidos comuns que também são redutores. Ele torna rosa o papel tornassol úmido (devido à acidez), e então branco (devido à sua ação alvejante). Pode ser identificado pelo borbulhamento através de uma solução de dicromato, mudando a cor da solução de laranja para verde (Cr3+(aq)). Também pode reduzir íons férricos para ferrosos.

Reação quelotrópica do butadieno com SO_{2}.

O dióxido de enxofre pode reagir com alguns 1,3-dienos em reações quelotrópicas para formar sulfonas cíclicas. Essa reação é explorada em escala industrial para síntese de sulfolano, que é um solvente importante na indústria petroquímica.
O dióxido de enxofre pode se ligar a íons metálicos como ligante para formar complexos de metal-dióxido de enxofre, normalmente onde o metal de transição está em estado de oxidação 0 ou +1. Vários modos de ligação (geometrias) são observados, mas na maioria dos casos, o ligante é monodentado, ligado ao metal através do enxofre, que pode ser planar ou piramidal η1. Como um η1-SO2 (S-ligante planar) o dióxido de enxofre ligante funciona como uma base de Lewis usando o par de elétrons não-ligantes do S. O SO2 funciona como um ácido de Lewis no modo de ligação η1-SO2 (S-ligante piramidal) com metais e em adutos 1:1 com bases de Lewis como a dimetilacetamida e trimetilamina. Quando ligado a bases de Lewis, os parâmetros ácidos do SO2 são EA = 0,51 e EA = 1,56.

## Aplicações
O uso mais abrangente e predominante do dióxido de enxofre é para produção de ácido sulfúrico, que possui numerosas aplicações como produto químico.

### Precursor do ácido sulfúrico
O dióxido de enxofre é um intermediário na produção de ácido sulfúrico, sendo convertido em trióxido de enxofre, e então em oleum (ácido dissulfúrico), que é transformado em ácido sulfúrico. Dióxido de enxofre para esse fim é produzido quando enxofre se combina com oxigênio. O método para converter dióxido de enxofre em ácido sulfúrico é chamado de processo de contato. Milhões de toneladas são produzidos anualmente com esse propósito.

### Conservante
O dióxido de enxofre é ainda utilizado como desinfetante, antisséptico e antibacteriano, como agente branqueador e conservador de produtos alimentares, nomeadamente frutos secos, e ainda na produção de bebidas alcoólicas e particularmente no fabrico do vinho. No vinho, o dióxido de enxofre aparece na sua forma livre hidratada H2SO3  ou ácido sulfuroso. O dióxido de enxofre é utilizado na vinificação pois inibe ou interrompe o desenvolvimento das leveduras e bactérias, detendo assim a fermentação alcoólica no momento desejado, ao mesmo tempo que assegura a esterilização do vinho. Acresce que o dióxido de enxofre “seleciona” as leveduras necessárias à vinificação, pois estas são mais resistentes que outras presentes no processo mas não desejadas. Nos rótulo das garrafas de vinho normalmente vem especificado que o produto tem INS 220 ou Conservante PV, ou seja, o próprio SO2. Muitas pessoas portadoras de enxaqueca relatam o agravamento da crise após tomar vinhos, que pode ser causada por estes conservantes, entretanto, não há conclusões definitivas sobre esse elemento ser o causador das dores de cabeça.

### Como agente redutor
O dióxido de enxofre também é um bom redutor. Na presença de água, o SO2 é capaz de descolorir substâncias. Mais especificamente, ele é um alvejante útil para papel e materiais delicados como roupas. Porém, esse efeito alvejante normalmente não dura muito tempo, já que o oxigênio na atmosfera oxida novamente os corantes reduzidos, fazendo com que recuperem a coloração.
Para o tratamento de esgoto municipal, dióxido de enxofre é utilizado para tratar água residual clorada antes da liberação para consumo. O SO2 reduz cloro livre e combinado para cloreto.
O dióxido de enxofre é bastante solúvel em água, e pelas análises de espectroscopia de infravermelho e espectroscopia Raman; o hipotético ácido sulfuroso, H2SO3, não está presente em nenhuma concentração. Entretanto, essas soluções mostram espectros do íon sulfito de hidrogênio, HSO3−, pela reação com água, e ele é de fato o agente redutor presente:
SO2 + H2O ⇌ HSO3− + H+

## Impacto ambiental
| Gás | Solubilidade em água (g/L) | Solubilidade em água (g/L) | Solubilidade em água (g/L) |
| Gás | 10 oC                      | 20 oC                      | 25 oC                      |
| --- | -------------------------- | -------------------------- | -------------------------- |
| SO2 | 153,9                      | 106,6                      | 94,1                       |
| CO2 |                            | 1,69                       | 1,45                       |
| O3  | 0,802                      | 0,610                      |                            |
| NO  | 0,0770                     | 0,0630                     | 0,0577                     |
| O2  | 0,0545                     | 0,0443                     | 0,0406                     |

O dióxido de enxofre apresenta uma melhor solubilidade em água, se comparado com outros gases presentes na atmosfera, o que resulta em um enriquecimento de S (IV) na água da chuva, nuvens e neblina.
É, juntamente com o dióxido de nitrogênio (NO2),  um dos principais causadores da chuva ácida, pois, associado à água presente na atmosfera, forma ácido sulfuroso. Por ser prejudicial à saúde e ao meio ambiente limita-se o teor de enxofre presente nos combustíveis de modo a diminuir a emissão desse gás.